# René Brossy
René Brossy (5 de abril de 1906 — 3 de dezembro de 1991) foi um ciclista francês que participou dos Jogos Olímpicos de Verão de 1928 em Antuérpia, onde terminou em quarto lugar na perseguição por equipes de 4 km.